# Habenaria panigrahiana
Habenaria panigrahiana là một loài thực vật có hoa trong họ Lan. Loài này được S.Misra mô tả khoa học đầu tiên năm 1981.